# Дрізд великий
Дрізд великий (Turdus fuscater) — вид горобцеподібних птахів родини дроздових (Turdidae). Мешкає в Андах.

## Опис

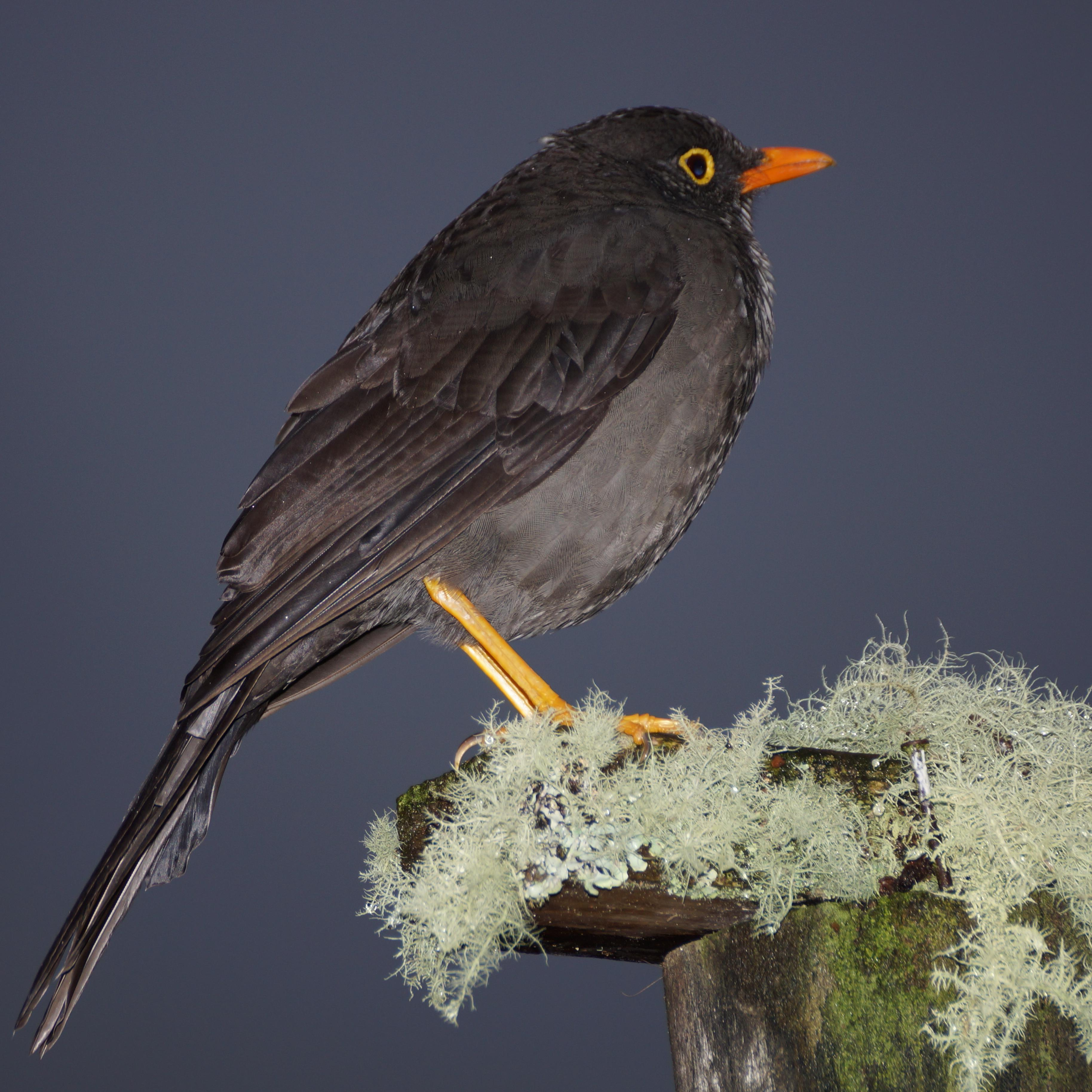
Самець великого дрозда (Національний парк Чінгаза, Колумбія)

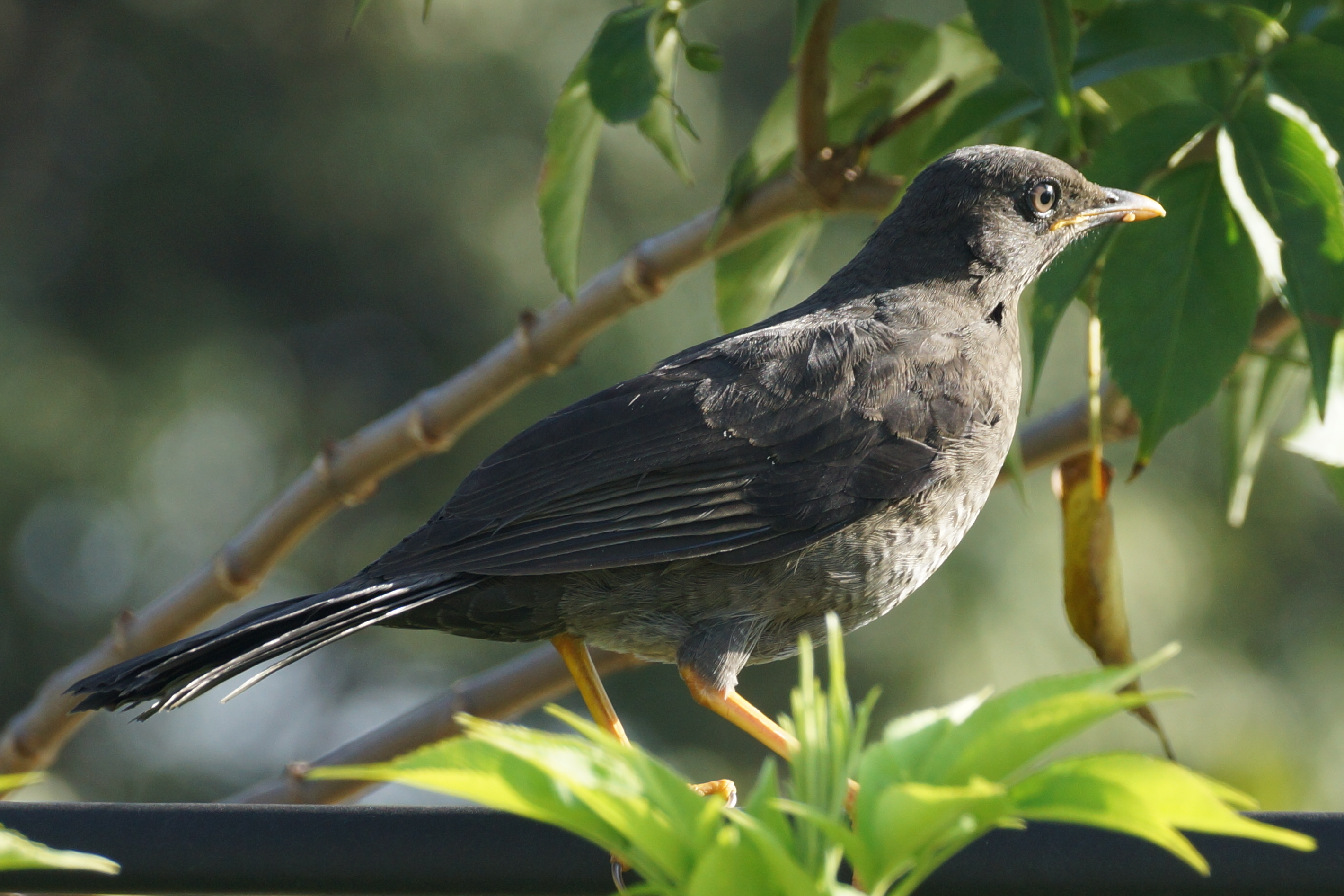
Самиця великого дрозда (Богота, Колумбія)

Довжина птаха становить 28-33 см, вага 128-175 г. Забарвлення переважно чорнувато-буре, крила і хвіст більш темні, живіт дещо світліший. Хвіст відносно довгий. Дзьоб і лапи жовтувато-оранжеві, навколо очей жовті кільця. У самиць лапи і кільця навколо очей є менш яскраві. Молоді птахи мають переважно зеленувато-сіре забарвлення, живіт у них блідий, на голові і крилах охристі плями. Найтемніше забарвлення мають представники підвиду T. f. ockendeni, дещо менш темне — T. f. quindio і T. f. gigantodes. Набільш блідими є представники підвиду T. f. gigas, а також T. f. quindio і T. f. fuscater. Дослідники спостерігали також великих дроздів-лейкістів.

## Підвиди
Виділяють сім підвидів:
- T. f. cacozelus (Bangs, 1898)[7] — гірський масив Сьєрра-Невада-де-Санта-Марта (північна Колумбія);
- T. f. clarus Phelps & Phelps Jr, 1953[8] — гори Сьєрра-де-Періха (на кордоні Колумбії і Венесуели);
- T. f. quindio Chapman, 1925[9] — Західний і Центральний хребти Анд в Колумбії і північному Еквадорі;
- T. f. gigas Fraser, 1841[10] — Східний хребет Колумбійських Анд і Анди на заході Венесуели (Кордильєра-де-Мерида);
- T. f. gigantodes Cabanis, 1873[11] — Анди на півдні Еквадору та в Перу (на південь до Хуніна);
- T. f. ockendeni Hellmayr, 1906[12] — Анди на південному сході Перу (Куско, Пуно);
- T. f. fuscater d'Orbigny & Lafresnaye, 1837 — Болівійські Анди.

## Поширення і екологія
Великі дрозди мешкають у Венесуелі, Колумбії, Еквадорі, Перу і Болівії. Вони живуть на узліссях вологих гірських тропічних лісів, у високогірних чагарникових заростях, на високогірних луках парамо і пуна, на полях, пасовищах і плантаціях, в парках і садах, переважно на висоті від 1500 до 4250 м над рівнем моря. Вони уникають густих тропічних лісів та сухих, пустельних районів, однак їх можна побачити у великих високогірних містах, зокрема в Кіто і Боготі. Великі дрозди зустрічаються парами, під час негніздового періоду утворюють зграї до 40 птахів. Живляться переважно ягодами і плодами, а також безхребетними, іноді навіть яйцями і пташенятами. Шукають їжу на землі, в траві, а також на плодових деревах і в чагарниках. Є найактивнішими вранці і ввечері. У Венесуелі сезон розмноження триває у березні-квітні, в Колумбії з січня по серпень, в Еквадорі у жовтні, в Перу у лютому і червні. Гніздо відносно велике, чашоподібне, робиться з гілочок, листя, трави і глини, розміщується низько на дереві або в чагарниках. В кладці 2 блідо-блакитнувато-зелених яйця, поцяткованих коричневими плямками.